# Günter Benkö

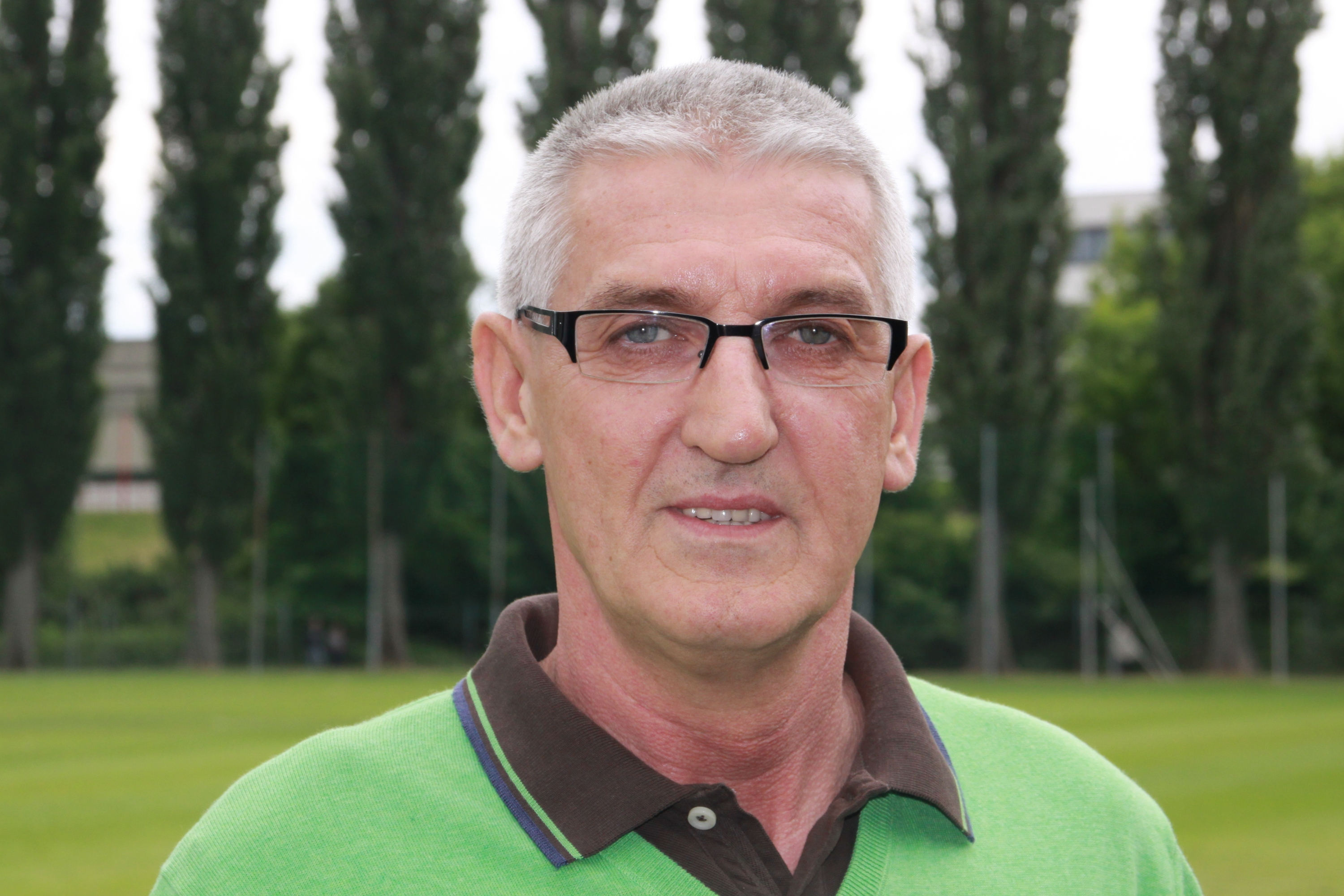
Günter Benkö (2009)

Günter Benkö (* 12. Juli 1955 in Oberwart, Burgenland) ist ein ehemaliger österreichischer Fußballschiedsrichter.

## Laufbahn
Günter Benkö begann seine Schiedsrichterlaufbahn 1980. Von 1991 bis 2001 leitete er Spiele in der österreichischen Bundesliga. 1993 absolvierte er mit dem U-21-Spiel Albanien gegen Dänemark seinen ersten Einsatz als FIFA-Schiedsrichter. Seinen ersten Einsatz in der UEFA Champions League hatte er 1995 mit dem Spiel Rosenborg BK gegen Blackburn Rovers. Bei der Weltmeisterschaft 1998 in Frankreich leitete er zwei Spiele. Im selben Jahr leitete er Spiele beim Gulf Cup of Nations in Bahrain. Bei der Europameisterschaft 2000 wurde er zum Schiedsrichter des Turniers gewählt.
Nach Ende seiner aktiven Laufbahn wurde er zum Obmann des Burgenländischen Schiedsrichterkollegiums gewählt und in die Schiedsrichterkommission des Österreichischen Fußballbundes (ÖFB) berufen. Darüber hinaus ist Benkö als Schiedsrichterbeobachter für den ÖFB, die UEFA und die FIFA tätig.
Während der Fußball-Europameisterschaft 2008 betreute Benkö im Auftrag der UEFA die Schiedsrichter im Spielort Klagenfurt.

## Internationale Begegnungen
| Datum     | Ergebnis                                        | Spielort    | Turnier                   |
| --------- | ----------------------------------------------- | ----------- | ------------------------- |
| 08-Sep-93 | Albanien 1-0 Dänemark                           | Tirana      | U-21                      |
| 28-Okt-93 | Nordirland 3-2 Polen                            | Fredericia  | U-16                      |
| 25-Apr-94 | Aserbaidschan 0-5 Rumänien                      | Baku        | U-21                      |
| 27-Apr-94 | Ungarn 1-2 Weißrussland                         | Tatabánya   | U-18                      |
| 11-Aug-94 | FC Tiligul Tiraspol 0-1 Omonia FC               | Chișinău    | Pokalsieger-Pokal         |
| 17-Aug-94 | Dänemark 2-1 Finnland                           | Kopenhagen  | Freundschaftsspiel        |
| 15-Nov-94 | Slowenien 3-0 Litauen                           | Velenje     | U-21                      |
| 21-Dez-94 | Italien 3-1 Türkei                              | Pescara     | Freundschaftsspiel        |
| 20-Mai-94 | Deutschland 1-0 Bulgarien                       |             | Militär-Weltmeisterschaft |
| 23-Jul-95 | FC Etar 1-2 KSK Beveren                         | Veliko      | Intertoto Cup             |
| 02-Aug-95 | FC Girondins de Bordeaux 2-0 SC Heerenveen      | Bordeaux    | Intertoto Cup             |
| 01-Sep-95 | Griechenland 3-0 Bosnien-Herzegowina            | Kalamata    | Freundschaftsspiel        |
| 27-Sep-95 | Rosenborg BK 2-1 Blackburn Rovers FC            | Trondheim   | UEFA Champions League     |
| 19-Okt-95 | Paris Saint-Germain FC 1-0 Celtic FC            | Paris       | Pokalsieger-Pokal         |
| 21-Nov-95 | SK Slavia Prag 0-0 RC Lens                      | Prag        | UEFA Cup                  |
| 27-Mär-96 | England 1-0 Bulgarien                           | Wembley     | Freundschaftsspiel        |
| 31-Mai-96 | Italien 1-1* Spanien                            | Barcelona   | U-21                      |
| 07-Aug-96 | Maccabi Tel Aviv 0-1 Fenerbahçe                 | Tel Aviv    | UEFA Champions League     |
| 01-Sep-96 | Griechenland 3-0 Bosnien-Herzegowina            | Kalamata    | Weltmeisterschaft         |
| 25-Sep-96 | AFC Ajax 0-1 Grasshoppers Zürich                | Amsterdam   | UEFA Champions League     |
| 29-Okt-96 | Valencia CF 0-0 SK Slavia Prag                  | Valencia    | UEFA Cup                  |
| 19-Nov-96 | FC Metz 1-1 Newcastle United FC                 | Metz        | UEFA Cup                  |
| 19-Mär-97 | AJ Auxerre 0-1 Borussia Dortmund                | Auxerre     | UEFA Champions League     |
| 04-Jun-97 | England 2-0 Italien                             | Nantes      | Freundschaftsspiel        |
| 14-Jun-97 | Polen 4-1 Georgien                              | Chorzow     | Weltmeisterschaft         |
| 13-Aug-97 | Beitar Jerusalem 0-0 Sporting Clube de Portugal | Jerusalem   | UEFA Champions League     |
| 06-Sep-97 | Aserbaidschan 0-1 Norwegen                      | Baku        | Weltmeisterschaft         |
| 01-Okt-97 | Besiktas JK 3-1 Paris Saint-Germain FC          | Istanbul    | UEFA Champions League     |
| 05-Nov-97 | Newcastle United FC 0-2 PSV Eindhoven           | Newcastle   | UEFA Champions League     |
| 15-Nov-97 | Belgien 2-1 Irland                              | Brüssel     | Weltmeisterschaft         |
| 10-Dez-97 | Olympiakos Piraeus FC 2-2 Rosenborg BK          | Athen       | UEFA Champions League     |
| 03-Mär-98 | AFC Ajax 1-3 Spartak Moskau                     | Amsterdam   | UEFA Cup                  |
| 13-Jun-98 | Korea 1-3 Mexiko                                | Lyon        | Weltmeisterschaft         |
| 26-Jun-98 | Japan 1-2 Jamaika                               | Lyon        | Weltmeisterschaft         |
| 25-Aug-98 | SC Rotor Wolgograd 1-2 FK Crvena Zvezda         | Wolgograd   | UEFA Cup                  |
| 30-Sep-98 | Dynamo Kiew 1-1 RC Lens                         | Kiew        | UEFA Champions League     |
| 21-Okt-98 | FC Porto 3-0 NK Croatia Zagreb                  | Porto       | UEFA Champions League     |
| 03-Nov-98 | Vereinigte Arabische Emirate 3-2 Oman           | Bahrain     | Golf Cup                  |
| 08-Nov-98 | Katar 0-0 Bahrain                               | Bahrain     | Golf Cup                  |
| 25-Nov-98 | FC Barcelona 3-3 Manchester United FC           | Barcelona   | UEFA Champions League     |
| 04-Mär-99 | Chelsea FC 3-0 Vålerenga Fotball                | London      | Pokalsieger-Pokal         |
| 27-Mär-99 | Frankreich 0-0 Ukraine                          | Saint-Denis | EURO 2000-Qualifikation   |
| 19-Mai-99 | Real Mallorca 1-2 S.S. Lazio                    | Birmingham  | Pokalsieger-Pokal         |
| 04-Aug-99 | NK Rijeka 0-3 FK Partisan                       | Rijeka      | UEFA Champions League     |
| 25-Aug-99 | PSV Eindhoven 2-0 FC Zimbru Chinisau            | Eindhoven   | UEFA Champions League     |
| 08-Sep-99 | Polen 0-0 England                               | Warschau    | EURO 2000-Qualifikation   |
| 29-Sep-99 | AIK Solna 0-0 AC Florenz                        | Solna       | UEFA Champions League     |
| 26-Okt-99 | Rangers FC 1-2 Valencia CF                      | Glasgow     | UEFA Champions League     |
| 09-Dez-99 | Galatasaray SK 2-1 Bologna FC                   | Istanbul    | UEFA Cup                  |
| 08-Mär-00 | Feyenoord S.S. Lazio                            | Rotterdam   | UEFA Champions League     |
| 15-Mär-00 | FC Porto 2-2 AC Sparta Praha                    | Porto       | UEFA Champions League     |
| 06-Apr-00 | Arsenal FC 1-0 RC Lens                          | London      | UEFA Cup                  |
| 11-Jun-00 | Frankreich 3-0 Dänemark                         | Brügge      | Euro 2000                 |
| 28-Jun-00 | Frankreich 2-1 Portugal                         | Brüssel     | Euro 2000                 |

## Privates
Benkö ist von Beruf Vertragsbediensteter in der burgenländischen Landesregierung, Abteilung Sportförderung.